# Hit-Parade (RTL)
Pour les articles homonymes, voir Hit-parade.
Le Hit-Parade est une émission radiophonique animée par André Torrent et diffusée sur RTL de juillet 1972 jusqu'en 1981. L'émission est adaptée pour la télévision et diffusée le mercredi soir de 18 h 40 à 19 h 20, puis de 20 heures à 21 heures sur RTL Télé-Luxembourg et RTL Télévision du 10 septembre 1975 jusqu'en juin 1983.

## Principe de l'émission
L'émission de radio était basée sur les votes des auditeurs et les choix de programmation de la station.
La finalité de cette émission était de promouvoir les jeunes talents.

## Génériques
La version instrumentale de Disco duck a servi de générique au Hit-Parade RTL pendant quelque temps. Mais il y eut aussi la musique du film " La guerre des étoiles ".

## Histoire
Le hit-parade de RTL fut radiodiffusé dès 1962. De novembre 1966 à mai 1968, il est diffusé sous le nom de « Minimax » qui est présenté par President Rosko (Michael Pasternak). 
Pendant cette période (1967-1968) André Torrent présente La discothèque de papa également sur RTL. 
Pendant deux ans, 1970 et 1971, le hit-parade ne sera plus présenté sur RTL, car pendant ses deux années, André Torrent présente La roulette discothèque sur RMC avant de revenir de nouveau sur RTL pour présenter le Hit-Parade de juillet 1972 jusqu'en 1981 (André Torrent le présentera également à la télévision de 1975 à 1983) . Le hit-parade de RTL fut radiodiffusé jusqu'en 1989. 

### Hit-Parade de 1964
Hit-parade radiodiffusé le 12 septembre 1964 sur RTL : 
|    | Auteur          | Titre                         | Pays   |
| -- | --------------- | ----------------------------- | ------ |
| 1  | Claude François | J'y pense et puis j'oublie    | France |
| 2  | Sheila          | Chaque instant de chaque jour | France |
| 3  | Bobby Solo      | Una lacrima sul viso          | Italie |
| 4  | Enrico Macias   | Enfants de tous pays          | France |
| 5  | Johnny Hallyday | Les Mauvais Garçons           | France |
| 6  | Henri Salvador  | Zorro est arrivé              | France |
| 7  | Alain Barrière  | Ma vie                        | France |
| 8  | Hugues Aufray   | A bientôt nous deux           | France |
| 9  | Richard Anthony | Les garçons pleurent          | France |
| 10 | Sylvie Vartan   | Sha la la                     | France |